# Camo
Camo ist eine Fraktion der italienischen Gemeinde Santo Stefano Belbo in der Provinz Cuneo (CN), Region Piemont.

## Geografie
Der Ort liegt am Belbo im Flusssystem des Po in Luftlinie etwa 61 km nordöstlich von Cuneo auf einer Anhöhe auf 471 m s.l.m.

## Kulinarische Spezialitäten
In Camo werden Reben für den Dolcetto d’Alba, einen Rotwein mit DOC-Status angebaut. Die Beeren der Rebsorten Spätburgunder und Chardonnay dürfen zum Schaumwein Alta Langa verarbeitet werden. Die Muskateller-Rebe für den Asti Spumante, einen süßen DOCG-Schaumwein mit geringem Alkoholgehalt sowie für den Stillwein Moscato d’Asti wird hier ebenfalls angebaut.